# Skupina galaxií Centaurus A/M83
Skupina galaxií Centaurus A/M83 je složitá skupina galaxií v souhvězdích Kentaura, Hydry a Panny. Skupina může být zhruba rozdělena do dvou podskupin. Podskupina Centaurus A se nachází ve vzdálenosti 11,9 Mly (3,66 Mpc) od Země a obklopuje blízkou rádiovou galaxii Centaurus A. Podskupina M 83 je vzdálená 14,9 milionů světelných let (4,56 Mpc) a jejím hlavním členem je spirální galaxie Messier 83, která je k Zemi natočená čelem.
Tyto dvě podskupiny se někdy považují za jedinou skupinu
a jindy za dva samostatné celky.
Proto některé zdroje popisují pouze jednu z těchto podskupin. Nicméně galaxie kolem Centaurus A a Messier 83 se nacházejí navzájem fyzicky blízko a zdá se, že se navzájem vůči sobě nepohybují.
Skupina patří do Místní nadkupy galaxií, jejímž okrajovým členem je i Místní skupina galaxií.

## Členové Skupiny galaxií CentaurusA/M83

### Určení členů skupiny

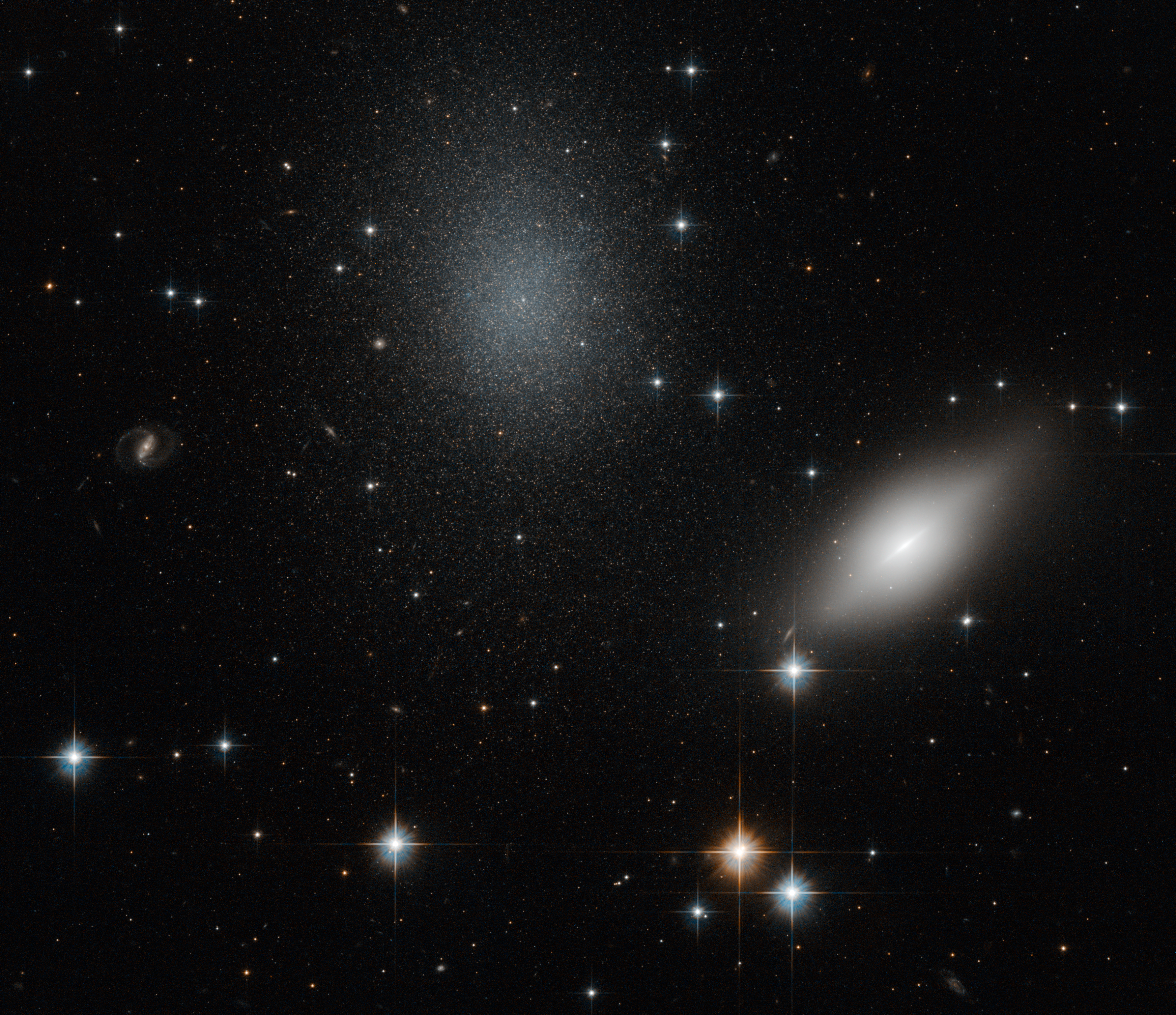
Snímek galaxií NGC 5011B (vpravo) a NGC 5011C (nahoře) s hvězdným popředím.

První přehlídky oblohy, které se zaměřovaly na určení skupin galaxií, často správně určily nejjasnější členy této skupiny, ale mnoho trpasličích galaxií bylo do této skupiny zařazeno až po důkladných průzkumech. Jeden z těchto výzkumů určil 145 slabých objektů ve viditelném spektru na snímcích z dalekohledu UK Schmidt Telescope (průměr 1,2 m, Australian Astronomical Observatory, Sydney, Austrálie) a poté následovaly snímky na emisní spektrální čáře vodíku pomocí radioteleskopu o průměru 64 m na observatoři Parkes v Austrálii a snímky na spektrální čáře Hα pořízené pomocí dalekohledu o průměru 2,3 m na observatoři Siding Spring taktéž v Austrálii. Díky těmto výzkumům bylo do skupiny přiřazeno 20 trpasličích galaxií.
Přehlídka HIPASS, což byla zaslepená přehlídka oblohy na emisní spektrální čáře vodíku provedená pomocí výše zmíněného parkeského radioteleskopu, určila za členy skupiny 5 nezatříděných galaxií a také dalších 5 galaxií již zapsaných v katalogu.
Další trpasličí galaxie byla určena za člena skupiny při přehlídce HIDEEP, což byla důkladná prohlídka na emisní spektrální čáře vodíku v menší oblasti oblohy.
Následné přehlídky ve viditelném spektru nalezly dalších 20 možných členů této skupiny.
V roce 2007 byla za člena skupiny potvrzena galaxie NGC 5011C.
I když je tato galaxie dlouho známa a má přiřazené NGC číslo, její pravá podstata byla dlouho skryta kvůli chybě v určení polohy a špatné hodnotě rudého posuvu v literatuře.

### Seznam členů skupiny
Následující tabulka ukazuje jednotlivé členy skupiny Centaurus A/M83, jak je zařadil I. D. Karachentsev a kolektiv. Je rozdělená na dvě podskupiny členů soustředěných kolem Centaurus A a Messier 83.
| Název                  | Typ     | R.A. (J2000)  | Dec. (J2000) | Rudý posuv (km/s) | Magnituda |
| ---------------------- | ------- | ------------- | ------------ | ----------------- | --------- |
| Cen 7                  | Sph     | 13h 11m 13,8s | -38°53′56″   |                   | 17,3      |
| Cen N                  |         | 13h 48m 09,1s | -47°33′54″   |                   | 17,5      |
| Centaurus A (NGC 5128) | S0 pec  | 13h 25m 27,6s | -43°01′09″   | 547 ± 5           | 7,8       |
| Centaurus A-dE1        | dSph    | 13h 12m 45,2s | -41°49′57″   |                   | 19,3      |
| Centaurus A-dE3        | dE      | 13h 46m 00,8s | -36°19′44″   |                   | 17,1      |
| HIPASS J1337-39        | Im      | 13h 37m 25,3s | -39°53′48″   | 492 ± 4           | 16,5      |
| HIPASS J1348-37        |         | 13h 48m 47,0s | -37°58′29″   | 581 ± 8           | 16,9      |
| HIPASS J1351-47        |         | 13h 51m 12,0s | -46°58′12,9″ | 529 ± 6           | 17,5      |
| KKs 51                 | E/Sph   | 12h 44m 21,5s | -42°56′23″   |                   | 16,7      |
| KKs 55                 | Sph     | 13h 22m 12,8s | -42°43′41″   |                   | 18,5      |
| KKs 57                 | Sph     | 13h 41m 38,1s | -42°34′55″   |                   | 18,1      |
| LEDA 166152            | dI      | 13h 05m 02,1s | -40°04′58″   | 617 ± 4           | 16,3      |
| LEDA 166167            | dI/dSph | 13h 27m 27,8s | -45°21′10″   |                   | 18        |
| LEDA 166172            | dSph    | 13h 43m 36,0s | -43°46′11″   |                   | 18,5      |
| LEDA 166175            | dSph    | 13h 46m 16,8s | -45°41′05″   |                   | 19,2      |
| LEDA 166179            | dSph    | 13h 48m 46,4s | -46°59′46″   |                   | 18        |
| NGC 4945               | SB(s)cd | 13h 05m 27,5s | -49°28′06″   | 563 ± 3           | 9,3       |
| NGC 5011C              | dE      | 13h 13m 11,9s | -43°15′56″   | 647 ± 96          | 10,4      |
| NGC 5102               | SA0     | 13h 21m 57,6s | -36°37′49″   | 468 ± 2           | 10,4      |
| NGC 5206               | SB(r)0  | 13h 33m 44,0s | -48°09′04″   | 571 ± 10          | 11,6      |
| NGC 5237               | I0      | 13h 37m 39,0s | -42°50′49″   | 361 ± 4           | 13,2      |
| PGC 45104              | IABm    | 13h 03m 33,6s | -46°35′06″   | 744 ± 2           | 16,3      |
| PGC 45717              | I0 pec  | 13h 10m 32,9s | -46°59′27,3″ | 1853 ± 32         | 13,3      |
| PGC 45916              | dE      | 13h 13m 09,1s | -44°53′24″   | 784 ± 31          | 14,1      |
| PGC 46663              | IBm     | 13h 21m 47,4s | -45°03′42″   | 741               | 16,1      |
| PGC 46680              | Im      | 13h 22m 02,0s | -42°32′07″   |                   | 16,6      |
| PGC 47171              | IABm    | 13h 27m 37,4s | -41°28′50″   | 516 ± 3           | 12,9      |
| PGC 48515              | dE      | 13h 42m 05,6s | -45°12′18″   |                   | 17,6      |
| PGC 48738              | IB(s)m  | 13h 45m 00,5s | -41°51′40″   | 545 ± 2           | 14,0      |
| PGC 49615              | dS0/Im  | 13h 57m 01,4s | -35°19′59″   | 561 ± 32          | 14,8      |

| Název             | Typ     | R.A. (J2000)  | Dec. (J2000) | Rudý posuv (km/s) | Magnituda |
| ----------------- | ------- | ------------- | ------------ | ----------------- | --------- |
| AM 1321-304       | dIm     | 13h 24m 36,2s | -30°58′19″   | 487 ± 1           | 16,7      |
| Centaurus A-dE2   | dE/Im   | 13h 21m 32,4s | -31°53′11″   |                   | 17,6      |
| Centaurus A-dE4   | dSph    | 13h 46m 40,4s | -29°58′41″   |                   | 19,0      |
| HIDEEP J1336-3321 |         | 13h 36m 56,1s | -33°21′23″   | 591               | 17,3      |
| IC 4247           | S       | 13h 26m 44,4s | -30°21′45″   | 274 ± 65          | 14,4      |
| IC 4316           | IBm pec | 13h 40m 18,4s | -28°53′32″   | 674 ± 53          | 15,0      |
| KK 208            | dI      | 13h 36m 35,5s | -29°34′17″   | 381               | 14,3      |
| LEDA 166163       | dI      | 13h 21m 08,2s | -31°31′45″   | 571 ± 3           | 17,1      |
| LEDA 166164       | dSph    | 13h 22m 56,2s | -33°34′22″   |                   | 17,6      |
| M83               | SAB(s)c | 13h 37m 00,9s | -29°51′57″   | 513 ± 2           | 8,2       |
| NGC 5253          | Im pec  | 13h 39m 55,9s | -31°38′24″   | 407 ± 3           | 10,9      |
| NGC 5264          | IB(s)m  | 13h 41m 36,7s | -29°54′47″   | 478 ± 3           | 12,6      |
| PGC 47885         |         | 13h 35m 08,1s | -30°07′03″   | 13848             | 15,8      |
| PGC 48111         | Im      | 13h 37m 20,0s | -28°02′42″   | 587 ± 3           | 15,0      |
| UGCA 365          | Im      | 13h 36m 31,1s | -29°14′06″   | 573 ± 1           | 15,4      |

ESO 219-010, PGC 39032 a PGC 51659 jsou dalšími možnými členy podskupiny Centaurus A a ESO 381-018, NGC 5408 a PGC 43048 jsou možnými členy podskupiny M 83. Ačkoli je HIPASS J1337-39 v následujícím seznamu, který Karachentsev vydal, označen pouze za možného člena podskupiny M 83, další posouzení výsledků naznačuje, že galaxie do této skupiny opravdu patří.
Saviane a Jerjen určili, že NGC 5011C má optický rudý posuv 647 km/s a je tedy členem podskupiny Centaurus A, nikoli mnohem vzdálenější kupy galaxií Centaurus, jak se předpokládalo od roku 1983.